# Big Fish Theory
Big Fish Theory è il secondo album in studio del rapper statunitense Vince Staples, pubblicato nel 2017.

## Tracce
1. Crabs in a Bucket – 3:17
2. Big Fish – 3:18
3. Alyssa Interlude – 2:38
4. Love Can Be... – 2:58
5. 745 – 3:47
6. Ramona Park is Yankee Stadium – 0:51
7. Yeah Right – 3:08
8. Homage – 2:53
9. SAMO – 2:54
10. Party People – 2:58
11. BagBak – 2:41
12. Rain Come Down – 4:41